# Lac Quiroga
Le lac Quiroga est un lac d'Argentine. Il est situé dans la province de Santa Cruz, en Patagonie. 

## Géographie
Le lac est situé à plus ou moins 12 km à l'ouest du lac Strobel et à 22 km à l'est de la lagune Sterea qui fait partie du bassin du lac San Martín, donc du versant Pacifique des Andes.
Il reçoit les eaux du lac Quiroga Chico situé moins d'un kilomètre plus au sud.
Son émissaire, le río Capitán prend naissance à son extrémité occidentale. Il se jette dans le río Chico, affluent lui-même du río Santa Cruz.
Le lac constitue la limite occidentale de la Meseta du lac Strobel, vaste plateau comportant des centaines de petits lacs et lagunes d'eau douce ou salée.

## Données chiffrées
- La surface du lac Quiroga se trouve à une altitude de 1 045 mètres.
- Sa superficie est de 45 000 000 m2 (45 km2), surface plus ou moins équivalente à celle du lac du Bourget en France.